# هگزاکلروبنزن
هگزاکلروبنزن (به انگلیسی: Hexachlorobenzene) با فرمول شیمیایی C6Cl6 یک ترکیب شیمیایی با شناسه پاب‌کم ۸۳۷۰ است. که جرم مولی آن ۲۸۴٫۸۰ g/mol می‌باشد. 